# تأثير اللغة العربية في اللغة الروسية
تأثير اللغة العربية في اللغة الروسية يعتبر الغالبية العظمى من المؤرخين أن أساس وصول اللغة العربية إلى روسيا هو الفتح الإسلامي الذي وصل إلى القوقاز وما حوله قبل أن يتابع الإسلام انتشاره في تلك المناطق بطرق عدة، منذ بداية العقد الأول من الألفية الثانية بدأ الروس يُقبلون على تعلم اللغة العربية.

## الفتوحات الإسلامية في منطقة القوقاز وما حولها

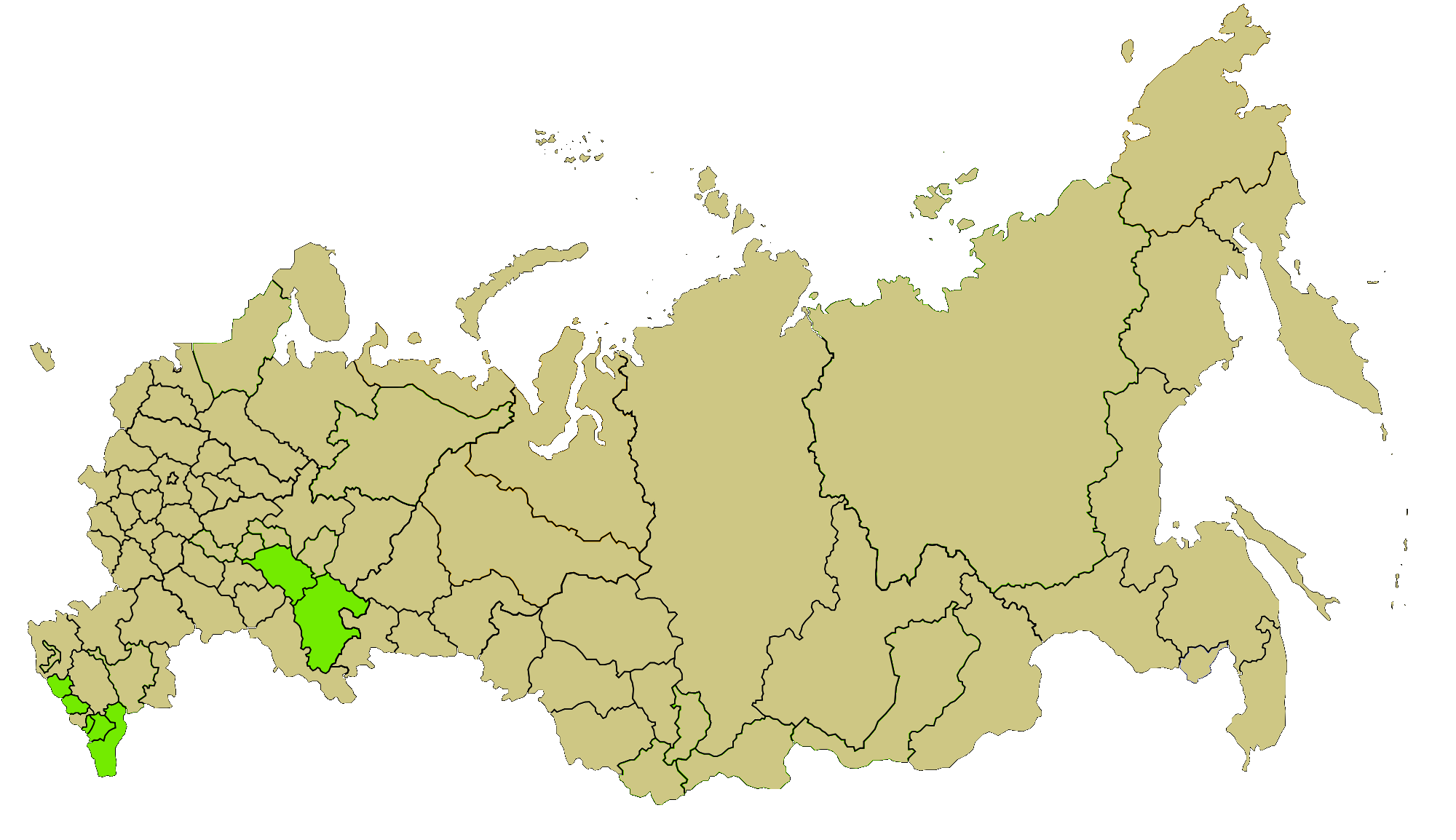
المناطق في روسيا ذات الأغلبية المسلمة

هناك إتفاق بين معظم المهتمين بالفتح الإسلامي أن الإسلام دخل إلى روسيا في عام 639م وانتشر فيها انتشاراً بطيئاً وذلك لعدة أسباب أهمها:
1. الطبيعة الوعرة لجبال القوقاز.
2. تحتوي المنطقة على عدة ديانات ومذاهب.
3. وجود دولة الخُزُر في أذربيجان وداغستان الخاضعة إلى مشيئة اليهود اللذين قاوموا الفتوحات الإسلامية.
4. دعم الإمبراطورية البيزنطية لشعوب المنطقة لمقاومة المدّ الإسلامي.

- أثر المغول والتتار في انتشار الإسلام

تولى بركة خان حكم القبيلة الذهبية 

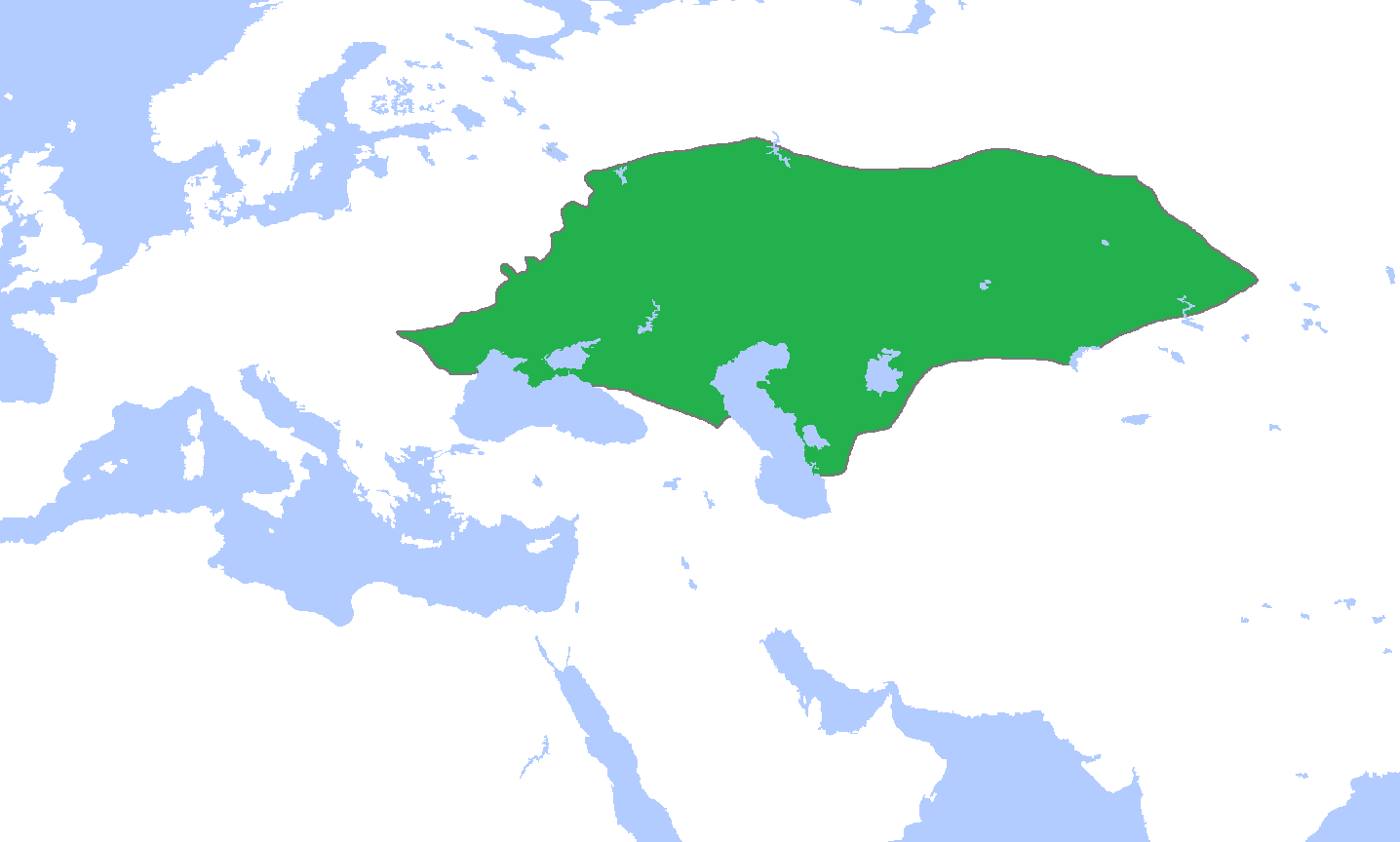
امتداد القبيلة الذهبية (أخضر) عام 1300

 عام 1256م، وكان بركة خان قد اعتنق الإسلام منذ طفولته مما أدى إلى اعتناق معظم أفراد القبيلة للإسلام ومدّ نفوذ القبيلة من تركستان إلى روسيا وسيبيريا كما أنهم حكموا موسكو نفسها وقد بنوا مدينة قازان 

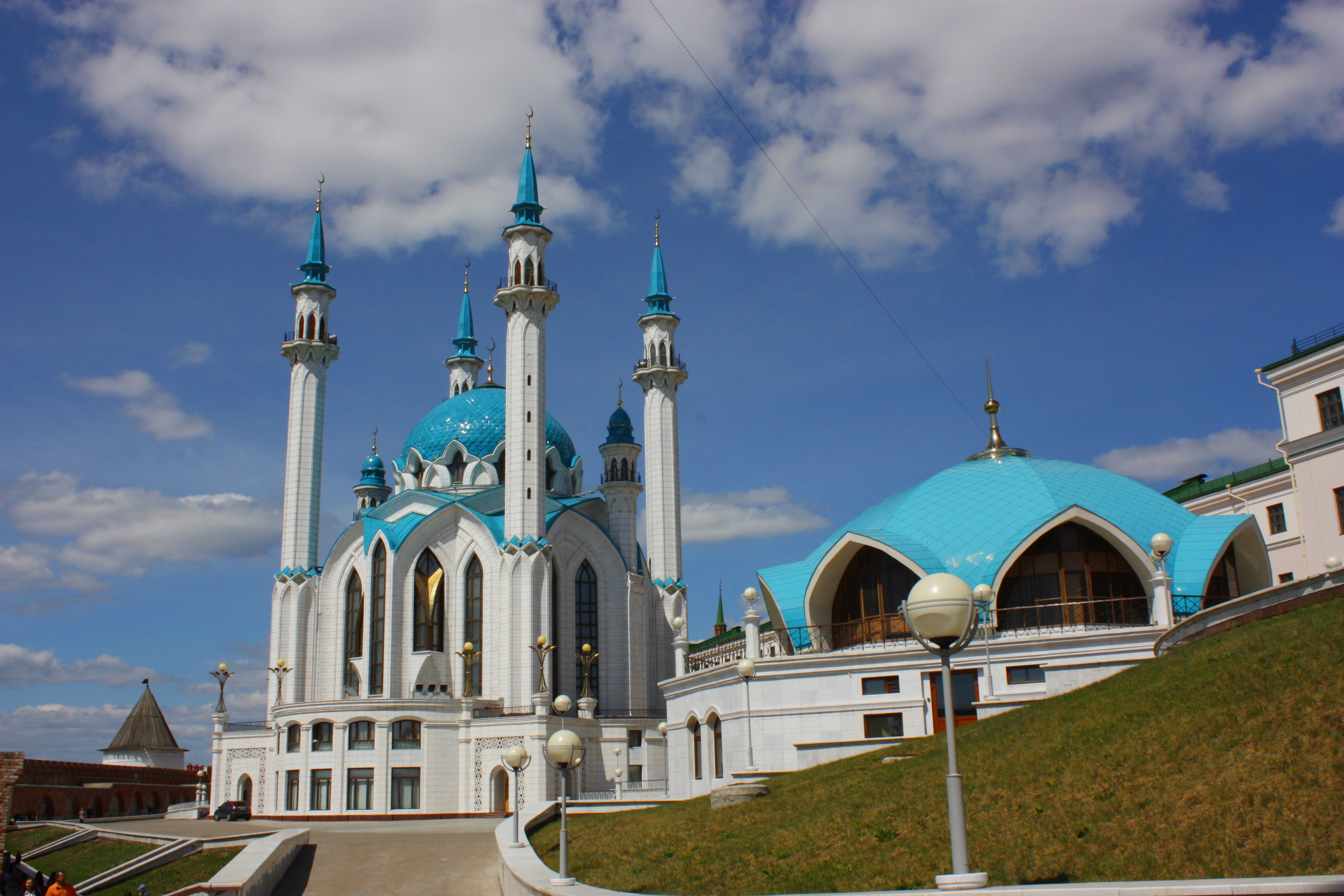
مسجد قول شريف في قازان هو واحد من أكبر المساجد في روسيا.

 على ضفاف نهر الفولغا لكي تكون عاصمة لهم واعتنق المغول الإسلام، وفي عصر تيمورلنك 1336-1405م فقد احتل أذربيجان وداغستان وأصبح الإسلام راسخاً فيهما منذ عام 1385م، وقد قضى على كل ما يتعلق بدين غير الإسلام ليصبح الدين الإسلامي هو الوحيد في تلك المناطق
- دور العثمانين

ساهم الوالي العثماني علي فرح باشا بانتشار الإسلام بين القوقازين فقد جلب معه العلماء من الأستانة وبنى المساجد وجعل من أنابا عاصمة لولايته على البحر الأسود ومركزاً رئيسياً للدين الحنيف، ومن أنابا انتشر الإسلام إلى عموم شمالي القوقاز بما في ذلك الشيشان.

## اللغة العربية فيالإمبراطورية الروسيّة
شغلت اللغة العربية مكاناً مهماً في الدراسات الشرقية في الإمبراطورية الروسية، وقد شكلت لائحة النظام الداخلي للجامعات الروسية التي تم إقرارُها عام 1804 ، وتم من خلالها إدخال اللغتين العربية والفارسية إلى الجامعات الروسية.
دعت وزارة المعارف الروسية المستشرق ديمانش في نهاية عام 1818 ليدرس في جامعة سانت بيترسبورغ، حيث درَّس ديمانش الحائز على لقب البروفيسور اللغة العربية وأدار الدروس التطبيقية في المادة الأستاذ الروسي ميرزا توتشيباتشيف، وفي عام 1822 دعت جامعة بيتر سبروغ المستشرق يوليان سينكوفسكي للتدريس في الجامعة بعد استقالة ديمانش، ليتم بعد ذلك في عام 1835 إدخال اللغة العربية رسميا إلى الجامعات الروسية.
في عام 1883 حدث تطور كبير في الاهتمامات بتدريس اللغات الشرقية حيث أنشأت وزارة الخارجية الروسية قسماً للغات الشرقية لتمتلك روسيا عند نهاية القرن التاسع عشر أربع مراكز استشراق وهم:
1. قسم علوم اللغات الشرقة
2. المتحف الأسيوي التابع لأكاديمية العلوم الروسية
3. قسم تعليم اللغات الشرقية التابع للدائرة الأسيوية في وزارة الخارجية الروسية
4. قسم المخطوطات الشرقية في المكتبة الإمبراطورية الروسية[4]

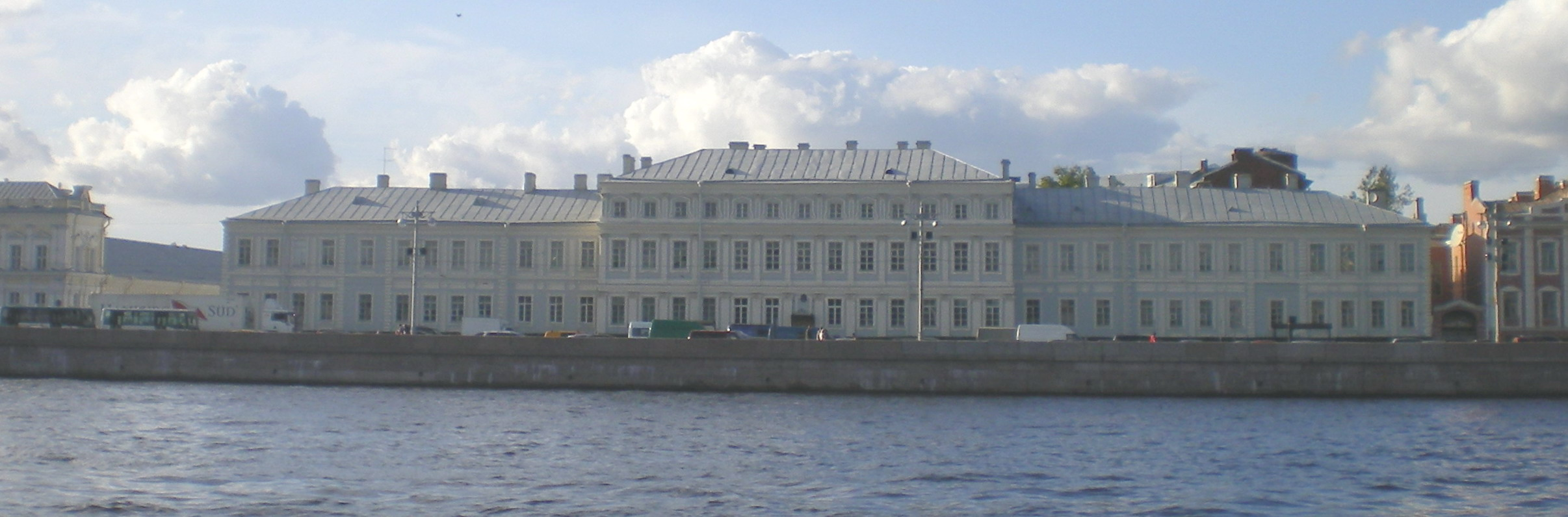
كلية الدراسات الشرقية في سانت بطرسبورغ

ولهذا فإن المستعربون الروس يرون أن تجلي الأثر الشعبي العربي في روسيا عبر القرون لم يكن لمجرد الصدفة، بالإضافة إلى أن حب الأدباء الروس للحكايات العربية زاد من إقبال الشعب الروسي على دراسة تلك اللغة، فمثلا: أشهر الكاتب نيكولاي تشيرنيشيفسكي إعجابة بـ «ألف ليلة وليلة» وقال أنهُ لم يصادف في الأدب العالمي مثلها مطلقاً.

## اللغة العربية في الاتحاد السوفيتي
أدت سياسة الاتحاد السوفيتي المنغلقة إلى إبعاد الشعب الروسي عن ثقافات العالم الأخرى، فحسب روايات الأدباء العرب الذين عرفوا الاتحاد السوفيتي تلك الفترة فإن المستشرقين الروس كانوا يحلمون بالحصول على نسخة جيدة من كتاب ألف ليلة وليلة حتى عام 1955 حيث أعلنت كلية الدراسات الشرقية البدء بتبادل الكتب والمطبوعات مع دول شرقية وعربية أبرزهم العراق ومصر.

## اللغة العربية في روسيا الاتحادية
تشهد حالياً اللغة العربية في روسيا إقبالاً كبيراً على دراستها وذلك يعود إما لحب الطلاب معرفة الثقافة العربية-الإسلامية أو لطموحهم في العمل الدبلوماسي أو نتيجة فضولهم لفهم ما يدور من أحداث في العالم العربي

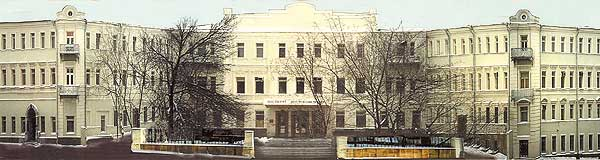
معهد الدراسات الشرقية في موسكو.

يوجد حالياً أقسام لدراسة اللغة العربية في عدد من الجامعات الروسية الرائدة بما في ذلك معهد موسكو الحكومي للعلاقات الدولية، ومعهد بلدان آسيا وأفريقيا التابع لجامعة موسكو، والمدرسة العليا للاقتصاد، والجامعة الروسية للصداقة بين الشعوب، والجامعة الحكومية الروسية للعلوم الإنسانية وغيرها من المعاهد والجامعات في موسكو والمدن الروسية الكبرى.
- الطلاب اللذين يدرسون اللغة العربية في روسيا:

تختلف نسبة الذكور عن نسبة الإناث في دراسات الأدب العربي في روسيا، فبينما نجد أعداد كبيرة للإناث في معاهد اللغات نجد أن الكفّة تميل لمصلحة الذكور عند التحدث عن دراسات الأدب العربي وذلك يعود للأوضاع المضطربة والتقاليد المحافظة في البلدان العربية، لكنّ ذلك لا يمنع كثيراً من الفتيات الروسيات من تعلم لغة الضاد رغبة منهن في العمل في مجالات الترجمة والتدريس والتجول بين أقطار العالم العربي.

## كلمات روسية من أصل عربي
| الروسية    | العربية      | اللفظ بالروسية | المصدر |
| ---------- | ------------ | -------------- | ------ |
| Адмирал    | أمير البحر   | أدميرال        |        |
| Азимут     | السمت        | الزيموت        |        |
| Алгебра    | الجبر        | الجيبرا        |        |
| Алгоритм   | الخوارزمي    | الغوريتيم      |        |
| Алкоголь   | الكحول       | الكوغول        |        |
| Альдебаран | الدبران      | الديبران       |        |
| Альманах   | المناخ       | المناخ         |        |
| Альтаир    | النسر الطائر | التاير         |        |
| Арсенал    | دار الصناعة  | أرسنال         |        |
| Вега       | النسر الواقع | فيغا           |        |
| Денеб      | ذنب الدجاجة  | دينيب          |        |
| Жираф      | زرافة        | جيراف          |        |
| Зенит      | سمت الرأس    | زينيت          |        |
| Кайф       | كايف         | كايف           |        |
| Магазин    | مخزن         | ماغازين        |        |
| Макраме    | مقرمة        | مكرمي          |        |
| Мечеть     | مسجد         | ميتشت          |        |
| Муссон     | موسم         | موسون          |        |
| Надир      | نظير السمت   | نادير          |        |
| Сироп      | شراب صيدلاني | سيروب          |        |
| Софа       | صف           | سوفا           |        |
| Тариф      | تعريفة       | تاريف          |        |
| Умма       | أمة          | أوما           |        |
| Фетва      | فتوة         | فيتفا          |        |
| Хафиз      | حافظ         | خافز           |        |
| Хиджра     | هجرة         | خجرا           |        |
| Химия      | الكيمياء     | خيميا          |        |
| Цифра      | صفر          | تسيفرا         |        |
| Шариат     | شريعة        | شاريات         |        |
| Эликсир    | الإكسير      | الإيكسير       |        |
| сахар      | سكر          | ساخر           |        |
| чай        | شاي          | تشاي           |        |
| помидоры   | بندورة       | باميدوري       |        |
| рис        | أرز          | ريس            |        |
| баклажан   | باذنجان      | باكلاجان       |        |
| Сундук     | صندوق        | سندوك          |        |
| кот        | قط           | كوت            |        |

جدول بمجموعة من الكلمات المستخدمة في اللغة الروسية والتي أٌستعيرت من اللغة العربية: